# Ретіна
Ре́тіна (рос. Ретина) — присілок у складі Талицького міського округу Свердловської області.
Населення — 50 осіб (2010, 60 у 2002).
Національний склад станом на 2002 рік: росіяни — 78 %.